# Shotaro Ishinomori
Shotaro Ishinomori (japonès: 石ノ森章太郎)  (prefectura de Miyagi, 25 de gener de 1938 - Tòquio, 28 de gener de 1998) fou un autor de manga amb una gran influència en el món del manga, de l'anime i dels Tokusatsu. Algunes de les seves sèries més conegudes foren; Cyborg 009 Super Sentai, Kamen Rider. Fou guardonat en dues ocasions, amb el Premi de manga Shōgakukan, el 1968 per l'obra Sabu to Ichi Torimono Hikae i el 1988 per Hotel i Manga Nihon Keizai Nyumon.
Cyborg 009 creada el 1963 va ser la primera sèrie d'un grup de superherois japonesos. Kamen Rider una altra sèrie de l'autor amb una temàtica similar, va tenir un enorme èxit i Toei Animation el 1971 la va fer en anime.
El 2001 va obrir a Ishinomaki, Miyagi el Museu del Manga Ishinomori, anomenat així en homenatge a l'autor.
El seu nom de naixença era Shōtarō Onodera (小野寺章太郎), fins que el 1986 el va canviar pel nom artístic de Shōtarō Ishimori (石森章太郎).
Ishinomori va morir d'una insuficiència cardíaca el 28 de gener de 1998, només tres dies després del seu 60è aniversari. El seu darrer treball va ser la sèrie de televisió de superherois tokusatsu, Voicelugger, televisada un any després. Dos anys més tard, la sèrie Kamen Rider es reviuria amb Kamen Rider Kuuga. Totes les sèries realitzades durant el període Heisei atribueixen a Ishinomori com a creador.